# ورنان سیلوین
ورنان سیلوِین (انگلیسی: Vernon Sylvaine؛ ‏ ۹ اوت ۱۸۹۶ – ۲۲ نوامبر ۱۹۵۷) نویسنده اهل بریتانیا بود.
از فیلم‌هایی که وی در آن‌ها نقش داشته‌است، می‌توان به مرد لحظه‌ها اشاره نمود.